# 13606 Bean
13606 Bean (1994 RN5) là một tiểu hành tinh vành đai chính được phát hiện ngày 11 tháng 9 năm 1994 bởi Spacewatch ở Kitt Peak.